# V Humenci
V Humenci je ulice v Hloubětíně na Praze 14, která spojuje ulici Mochovskou a Zelenečskou. Protíná ji ulice Sadská. Má přibližný severojižní průběh.

## Historie a názvy
Nazvána je podle zaniklé osady Humenec, která byla poprvé zmíněna v papežské listině Inocence III. v roce 1207 a která se někde v těchto místech nacházela asi do 16. století. Ulice vznikla v roce 1930 a původně spojovala Mochovskou a Sadskou, teprve v roce 1972 byla rozšířena o jižní část, když zaniklo náměstí V Novém Hloubětíně. V době nacistické okupace v letech 1940–1945 se německy nazývala Humenetzer Straße.

## Zástavba
Zástavbu tvoří rodinné domky z první republiky, jen západní část jižního úseku (bývalé náměstí V Novém Hloubětíně) má parkovou úpravu. Nachází se tam dětské hřiště a pomník obětem 2. světové války.

## Galerie

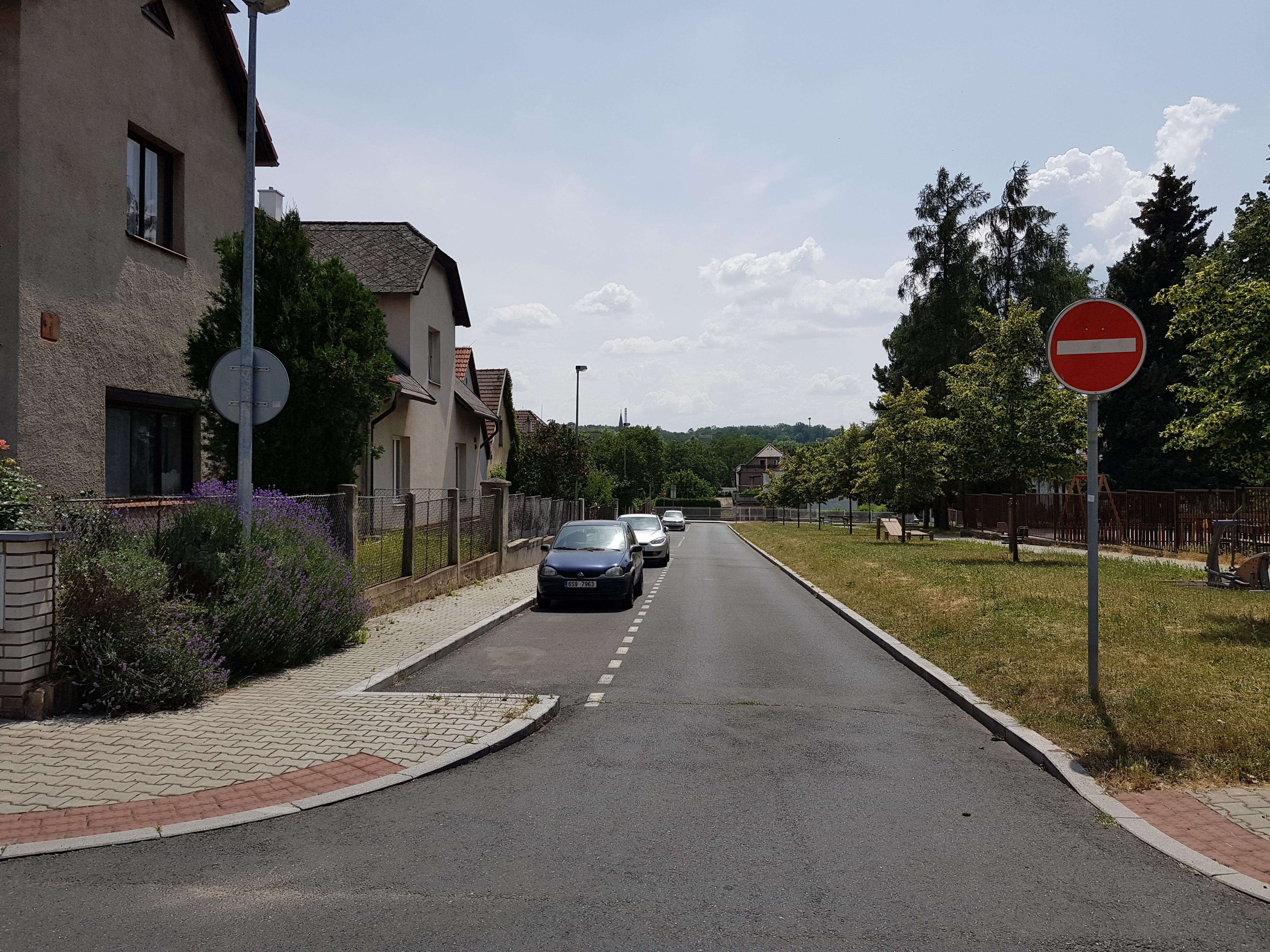
Pohled od severu z ulice Sadská
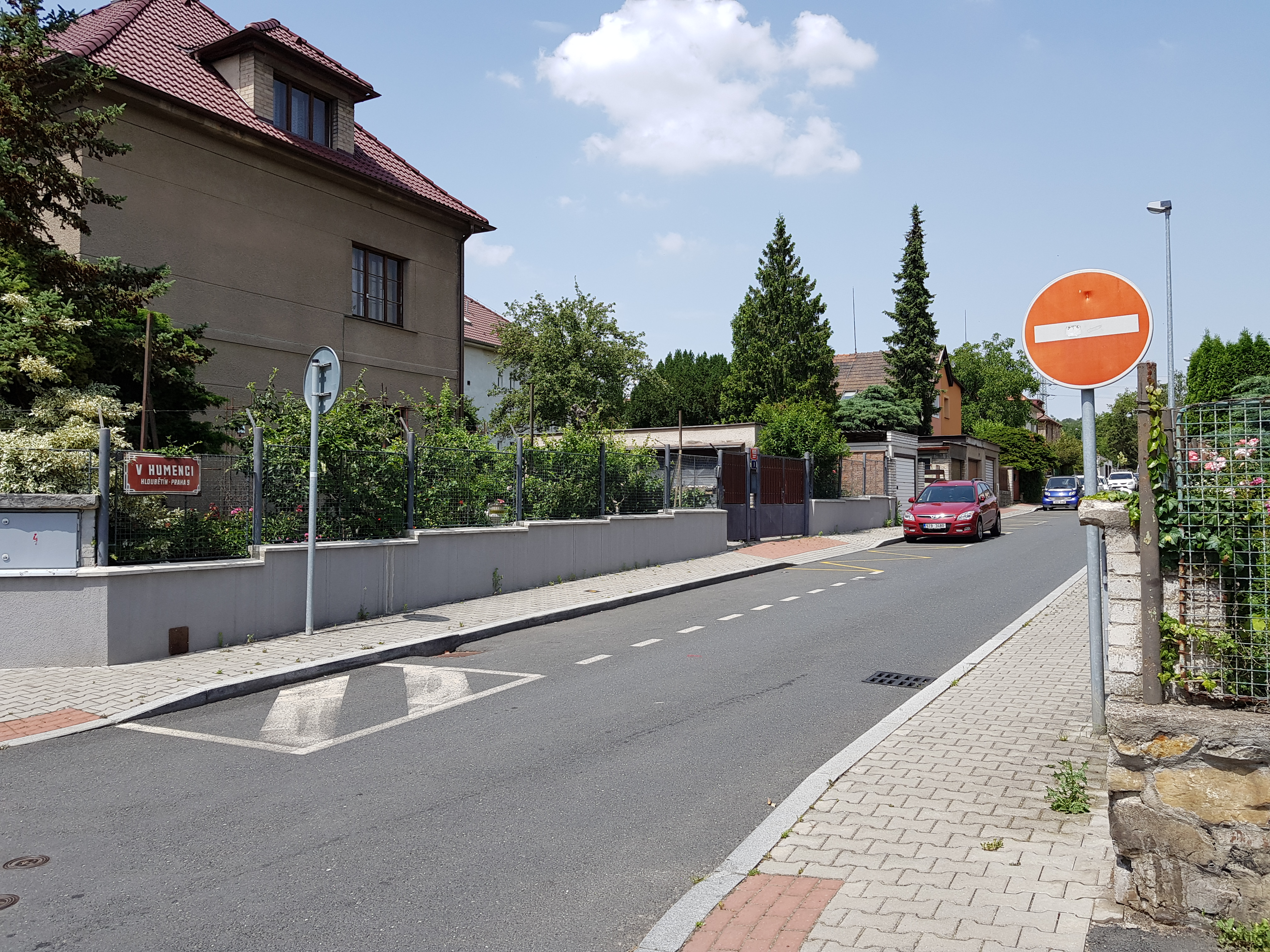
Pohled od jihu z ulice Sadská
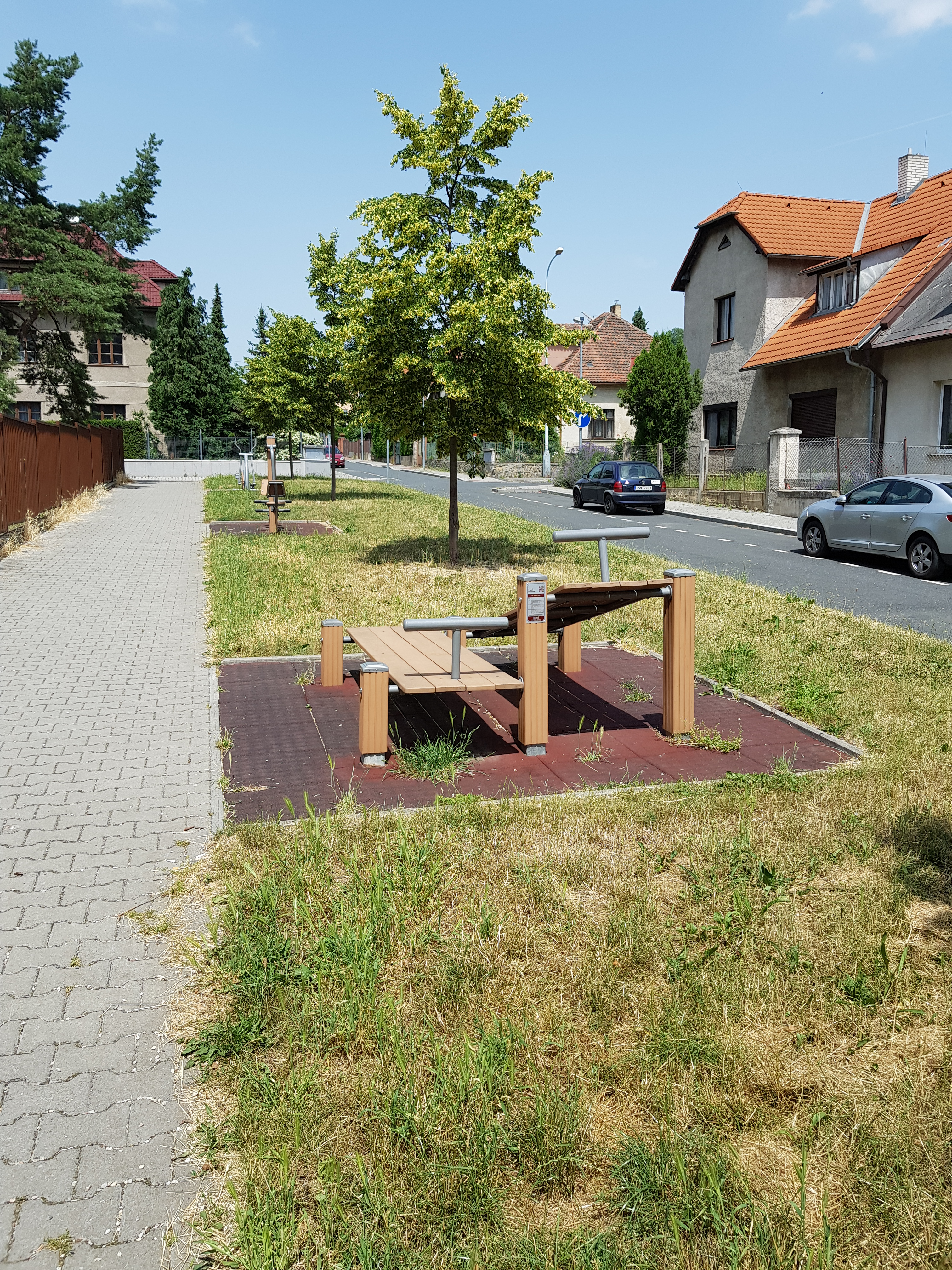
Venkovní posilovna
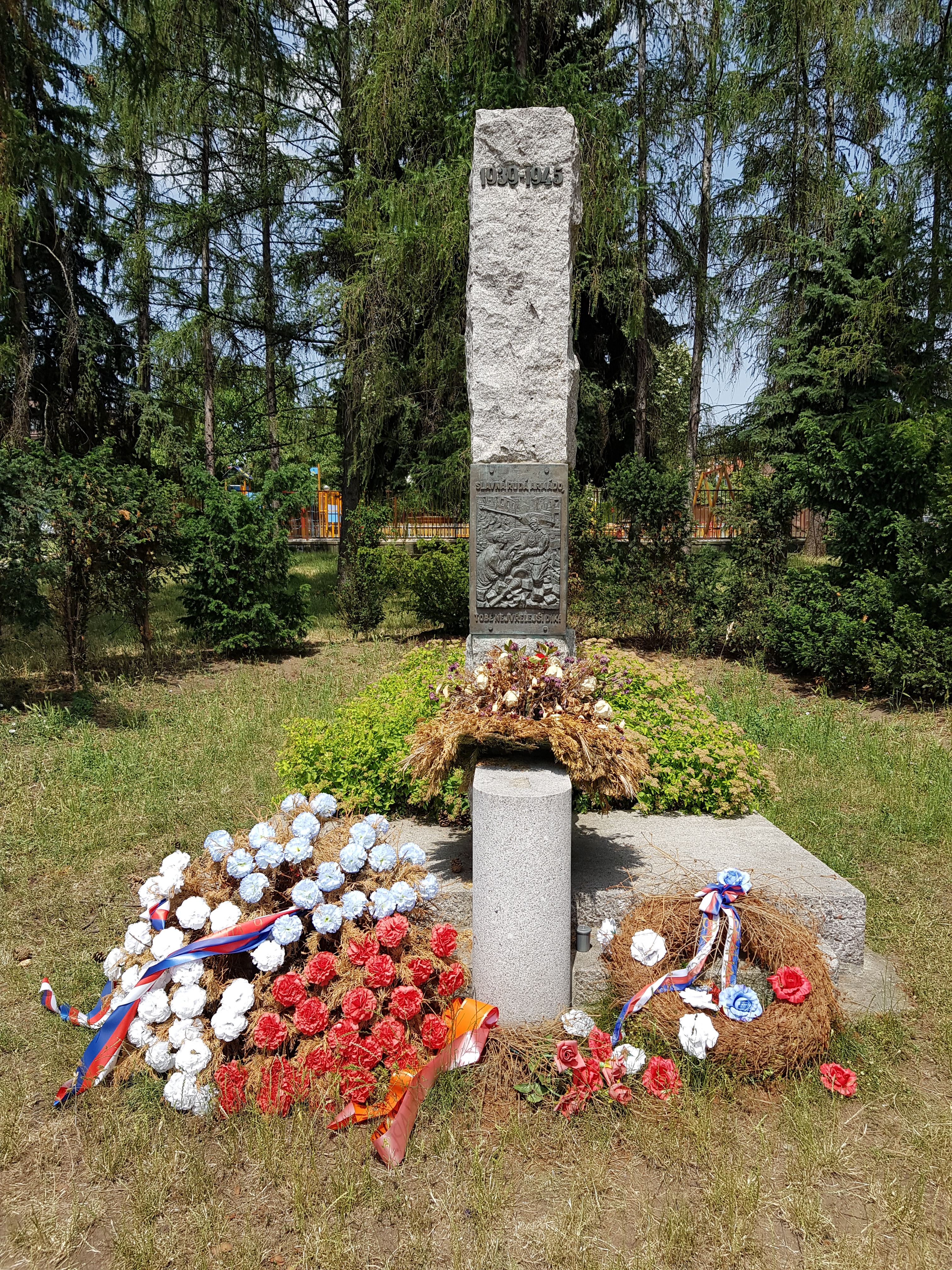
Pomník obětem 2. světové války